# Parti ouvrier socialiste juif
 (juin 2015).
Si vous disposez d'ouvrages ou d'articles de référence ou si vous connaissez des sites web de qualité traitant du thème abordé ici, merci de compléter l'article en donnant les références utiles à sa vérifiabilité et en les liant à la section « Notes et références ».

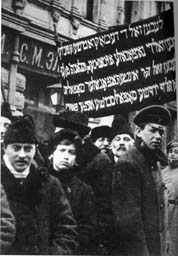
Rassemblement du SERP en 1917

Le Parti ouvrier socialiste juif (en russe : Социалистическая еврейская рабочая партия ; en  yiddish : סאָציִאַליסטישע ייִדישע אַרבעטער פּאַרטײ) était un parti politique de la fin de l'Empire russe. Il est également connu, d'après ses initiales russes СЕРП, sous le sigle SERP, et est désigné le plus souvent comme Parti sejmiste.
Le parti est fondé en avril 1906 à Kiev. À son initiative, une Conférence des partis socialistes des minorités nationales de Russie se tient en avril 1907. 
Ses principaux leaders étaient Abraham Rozin dit Ben-Adir (1878-1942), Nokhem Shtif dit Bal-Dirnyen (1879-1933), Moshe Zilberfarb (1876-1934) et Mark Ratner.